# Stigmatophora micans
Stigmatophora micans är en fjärilsart som beskrevs av Bremer och William Grey 1852. Stigmatophora micans ingår i släktet Stigmatophora och familjen björnspinnare. Inga underarter finns listade i Catalogue of Life.